# Adam Wadecki
Adam Wadecki (* 23. Dezember 1977 in Elbląg) ist ein ehemaliger polnischer Radrennfahrer und nationaler Meister im Radsport.

## Sportliche Laufbahn
Adam Wadecki fuhr 1998 für das Team Stal Grudziądz. 1999 fuhr er als Stagiaire beim Team Mroz. 2000 begann seine Profikarriere beim Team Servisco. 2001 war er siegreich beim Memoriał Andrzeja Trochanowskiego, 2004 siegte er bei dem Etappenrennen Dookoła Mazowsza, im Eintagesrennen Puchar Ministra Obrony Narodowej und wurde polnischer Meister im Straßenrennen. 2008 gewann er jeweils Etappen bei der Tour du Maroc, der Dookoła Mazowsza und der Slowakei-Rundfahrt. 2010 gewann er eine Etappe beim Course de la Solidarité Olympique, 2012 eine Etappe bei der Dookoła Mazowsza und seinen letzten Sieg als Profi erwirkte bei der Trofeo Cinelli Velká.
Er betreibt heute einen Fahrradladen in seiner Geburtsstadt Elbląg. Adams älterer Bruder Piotr Wadecki war ebenfalls Radprofi.

## Erfolge
2001
- Memoriał Andrzeja Trochanowskiego
- eine Etappe Szlakiem Grodów Piastowskich

2002
- eine Etappe Szlakiem Grodów Piastowskich

2004
- Gesamtwertung und eine Etappe Dookoła Mazowsza
- Puchar Ministra Obrony Narodowej
- eine Etappe Slowakei-Rundfahrt

2005
- Polnischer Meister – Straßenrennen
- eine Etappe Vier Tage von Dünkirchen
- drei Etappen Course Cycliste de Solidarność et des Champions Olympiques

2008
- eine Etappe Tour du Maroc
- eine Etappe Dookoła Mazowsza
- eine Etappe Slowakei-Rundfahrt

2010
- eine Etappe Course de la Solidarité Olympique

2012
- eine Etappe Dookoła Mazowsza

2014
- Trofeo Cinelli Velká[3]